# آبکنار
آبکنار یکی از روستاهای بندر انزلی در استان گیلان در شمال ایران است.
این روستا در کنار مرداب انزلی و در دهستان چهارفریضه واقع شده است.

## تاریخ

### قدمت آبکنار
یاسنت لویی رابینو در صفحه ۱۲۲ ولایات دارالمرز می‌نویسد: «آبکنار روی شبه‌جزیره‌ای در مرداب قرار دارد و دارای کارخانه‌ای برای خشک کردن پیله است” و در همین صفحه از دهکده‌های تابعه به نام‌های تربه‌بر، خمیران، شیله‌سر و صافخانه کرگان» یاد نموده است. نگارنده تاریخ بقعه آقا سید خرم کیا را نیز ۴۸۰ سال نقل کرده که با احتساب سال ۱۳۶۸ هجری شمسی می‌شود ۸۸۸ هجری شمسی و با سال ۱۴۰۸ هجری قمری که می‌شود سنه ۹۲۸ هجری قمری.
فتح‌الله شکوفه محقق و نویسنده آبکناری: روستای آبکنار دو هزار هکتار است. این آبادی از سال ۱۳۰۷ هجری شمسی برق داشته. اولین دبستان ایران را همراه با تبریز در اینجا داشتیم. تا سال‌ها در آبکنار هزار و پانصد دانش‌آموز وجود داشت و خیلی‌ها از اطراف برای درس خواندن به اینجا می‌آمدند.

### محله‌های آبکنار
- میرمحله

در گذشته به سادات میر هم می‌گفتند که بیشتر متداول بوده است و چون بستگان و نژاد سید خرم کیا در این محل ساکن بودند این محله را «میر محله» و همچنین بومیان به این محل جیر محله می‌گویند که کلمه‌ای گیلکی است و معنی پایین محله می‌دهد.
- مسجدمحله

از گذشته‌های دور اهالی محلات سه‌گانه مصمم شدند که مسجدی در محل فعلی «مسجد جامع آبکنار» احداث کنند که در ابتدای ورود به آبکنار نظر هر تازه‌واردی را جلب می‌نماید. چون مسجد در محوطه گورستان عمومی آبکنار قرار دارد مورد احترام همه مردم بوده لذا آن را مسجد محله نامیده‌اند.
- میئَن محله

این محل بین دو محل فوق واقع است و به همین دلیل نام میئَن محله (یعنی محلهٔ میانی، به زبان گیلکی) را به آن داده‌اند. همچنین حمام قدیمی آبکنار و اولین مکتب خانه آبکنار در این محل تأسیس گردیده و به گفته بزرگان آبکنار حمام به دستور میرزا کوچک خان جنگلی و توسط سران آبکنار ساخته شده و متأسفانه به‌طور کامل ویران شده و هیچ اثری از آن به جای نمانده است.

### بازارهای آبکنار
- پیلّه بازار (میئَن‌محله)

محلی را با مساحت تقریبی چند هزار متر مربع، در محل فعلی بازار میان‌محله، تعیین و دکان‌هایی را به صورت دایره با دیواره‌هایی از گل و رس و تیرک‌های نازک چوبی و سرپوش گالی پوش و متصل به یکدیگر احداث نمودند و محوطه بازار ساخته شده را به نام پیله بازار (در زبان گیلکی به معنی بازار بزرگ است) نامیدند و سر دالان دایره‌ای نیز که از سمت غرب، جنوب شرقی و شمال شرقی باز می‌شد بدان اضافه نمودند. در دکان‌ها کالاهای مورد نیاز و مایحتاج عمومی را به فروش می‌رساندند. پس از احداث در سمت شرق محوطه پیله بازار حمام و در طرف جنوبی دکان‌های دیگری بنا گردید و مغازه‌های جدید آنچنان رونق گرفت که بازار قدیمی از رونق افتاد.
- بازار مسجدمحله

مردم اولیه آبکنار که در مسجدمحله تشکیل خانواده داده بودند چون رفت وآمدشان به بازار میان‌محله یا پیله بازار مشکل بود در مسجد محله مبادرت به احداث بازار نمودند که ابتدا و به مرور زمان وسعت یافت. این بازار در سمت شرق مسجد جامع قرار گرفته است. این بازار به مرور زمان از سمت شرق و غرب گسترش پیدا کرد که گوشه‌ای از آن به نام شیطان بازار مشهور است. بازار مسجدمحله بعدها محل توقف خودروها و ورود و خروج مسافران به آبکنار گردید و همچنین به علت وجود مسجد جامع در آن از دیگر بازارهای آبکنار بیشتر مشهور شد.
- بازار میرمحله

اهالی میر محله آبکنار نیز خواه ناخواه به تبعیت از اهالی دو محله دیگر بازار کوچکی در محوطه باز کنونی خود ساختند و زمانی که مرداب سیاه گیشه محل فعالیت صیادان ماهی و شکارچیان مرغابی و غیره بود رونق و اعتبار زیادی داشت. این بازار در عمر شکوفایی اقتصادی آبکنار به علت نزدیک بودن به مرداب سیاه گیشه و هم به خاطر این که سر راه عبور و مرور صیادان و مسافران قرار داشت محلی برای خرید و فروش ماهی و معاملات مختلف دیگری بوده است، از این راه سود سرشاری می‌بردند تا اینکه به علت پائین رفتن و خشک شدن مرداب سیاه گیشه و کساد شدن صید ماهی و شکار و مرغابی رونق سابق را از دست داد.

از گذشته در وسط بازار میرمحله، درخت آزاد کهنسال و بسیار بلند و تنومندی وجود داشت که قسمت عمده میدان را ریشه آن پوشانده و سایه‌اش زینت بخش بازار بود. در سال ۱۳۲۵ هجری شمسی به علت کثرت سن و اینکه طعمه حریق گشته بود از میان رفت. این همان درختی بود که به علت ارتفاع زیادی که داشت قبل از شهریور ۱۳۲۰ به وسیلهٔ ارتش ایران برفراز آن پاسگاهی جهت دیده‌بانی احداث گردید زیرا از آنجا تا دور دست‌های مرداب و سواحل آن به خوبی در معرض دید قرار می‌گرفت.

## جغرافیا
آبکنار در منطقه جلگه‌ای و جنگلی و در طول جغرافیائی ۴۹ درجه و ۱۹ دقیقه و عرض ۲۷ درجه و ۲۶ دقیقه و دارای نسخ ۵۰۰ ساله (در سال ۱۳۶۳ شمسی) و از نظر ثبتی جزو بخش ۷ بندر انزلی می‌باشد، مسافتش تا ضیابر ۷ کیلومتر تا کپورچال ۱۸ کیلومتر و تا انزلی ۳۸ کیلومتر و فاصله‌اش از طریق مرداب به انزلی ۱۲ کیلومتر است. از شمال به مرداب انزلی از طرف مشرق به دماغه ماهروزه از جنوب به مرداب سیاه کیشم و از غرب به کپورچال متصل است.

### ماهروزه (ماراوۊزۊ)
ماهروزه به زبان گیلکی ماراوۊزۊ سرزمینی است که در گذشته تقریباً فاقد جمعیت و ساکنان انگشت شمار بود و از قدیم محل چراگاه احشام و کشاورزی اهالی آبکنار بوده از این رو همانند سایر روستاها مورد بررسی قرار نمی‌گیرد و داخل آبکنار محسوب می‌شود. مرتع ماهروزه در سمت مشرق آبادی واقع می‌باشد و محل برخورد رودخانه سیاه کیشم (گیشه) و تالاب انزلی است. در زمان حال منطقه ماهروزه دارای مکان‌های تفریحی از جمله اسکله قایقرانی رستوران و کافه رستوران و قهوه‌خانه سنتی و ویلاهای متعدد می‌باشد که عموماً به بومیان آبکناری تعلق دارد و مسافران زیادی جهت بازدید به این مکان مراجعه می‌کنند. همچنین مرغداری و گاوداری‌های صنعتی و باغ هندوانه و شالیزار و باغ درختان صنوبر و توسکا و کیوی… در این منطقه وجود دارد.

### مرداب سیاه کیشم (گیشه)
مرداب سیاه کیشم یا سیاه گیشه که به زبان گیلکی سیاه کیشی هم گفته می‌شود بیشتر مناطق آن نی‌زار و گالی‌زار می‌باشد. مرداب سیاه کیشم در جنوب آبکنار و شمال مناطق مربوط به حوزه صومعه سرا (سوماسرا) یعنی نرگستان و سیاه‌درویشان و کوله‌سر و چکور می‌باشد که آب آن شیرین و از آب‌های مناطق شرقی کوه‌های تالش و رودخانه بهمبر تأمین می‌شود. این مرداب چون غالباً پوشیده از نی و گالی است، محل تخم‌افشانی انواع ماهی‌های دریای کاسپین بوده که اواخر اسفند و اوایل بهار جهت تخم‌ریزی به مرداب سیاه کیشم مهاجرت و پس از تخم‌ریزی دوباره به دریای کاسپین مراجعه می‌نمایند.

### مرداب انزلی

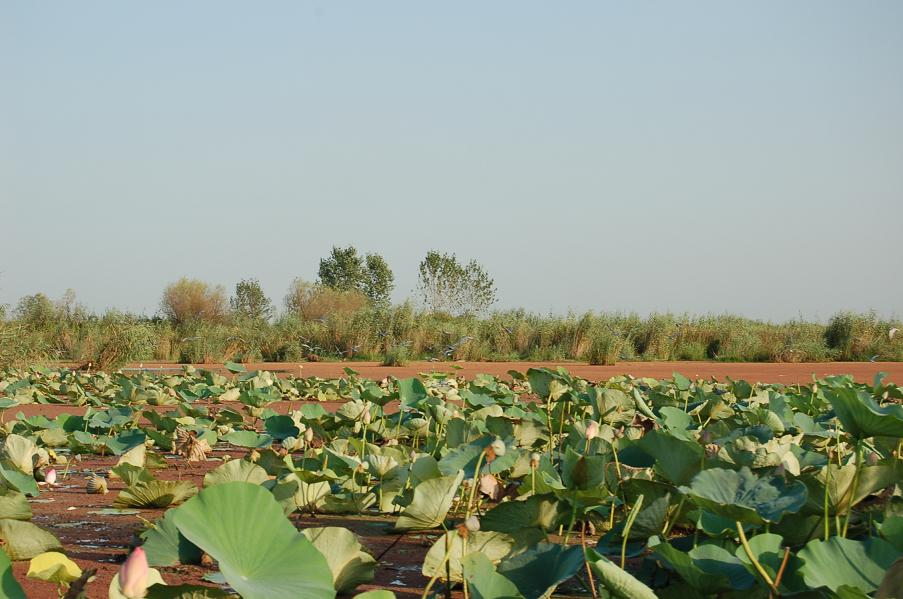
تالاب انزلی

مرداب انزلی در شمال منطقه آبکنار با مساحتی در حدود ۲۰ هزار هکتار از بزرگ‌ترین زیستگاه‌های طبیعی جانواران ایران محسوب می‌شود. این مرداب به دلیل موقعیت جغرافیایی از نظر میزان بالای رطوبت و آب با هیچ‌یک از تالاب‌های ایران قابل مقایسه نیست.

### جمعیت
بر پایه سرشماری سال ۱۳۸۵، جمعیت این روستا ۲٬۹۷۰ نفر (۹۷۹ خانوار) بوده

## نگارخانه

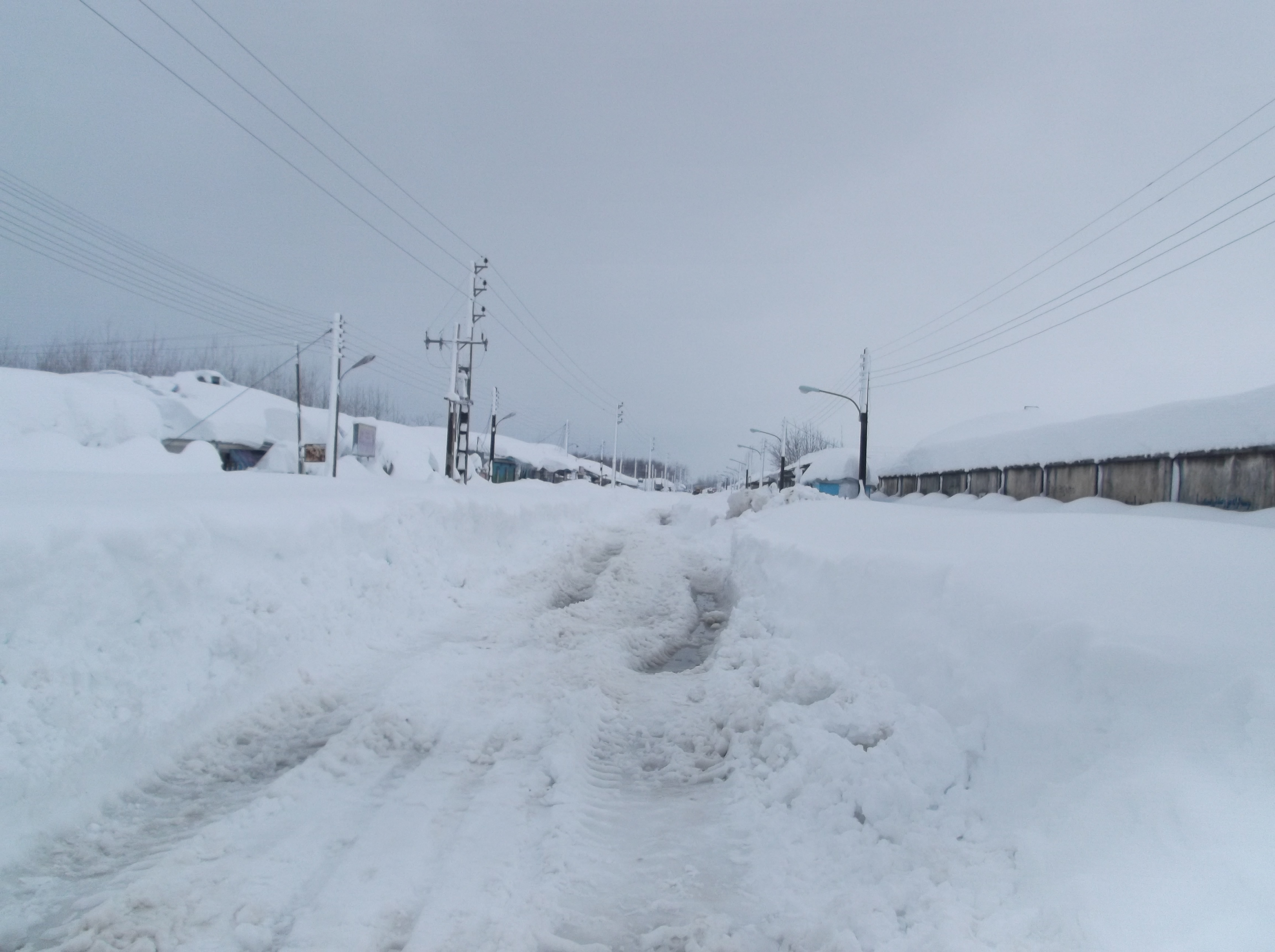
آبکنار در زمستان ۱۳۹۲